# دکوراتیوه کونست

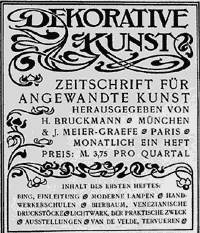
روی جلد مجله، ۱۹۰۳ میلادی

دکوراتیوه کونست (به آلمانی: Dekorative Kunst) (به معنای: «هنر تزئینی») یک مجلۀ هنری آوانگارد آلمانی بود که از اکتبر ۱۸۹۷ تا ۱۹۲۹ میلادی منتشر شد. این مجله سبک یوگنداشتیل یا آر نُوو را ترویج کرد و توسط یولیوس مایر-گریفه تأسیس شد. ناشر مجله الکساندر کُخ بود. که در مونیخ به صورت ماه‌نامه منتشر می‌شد. این یک مجلۀ خواهر به نام دی کونست («هنر») داشت که یک مجله هنرهای زیبا بود.
در سال ۱۹۲۹ میلادی این مجله به داس شونه‌ هایم («خانه زیبا») تغییر نام داد.